# Guitare et Journal
Guitare et Journal est une peinture de Juan Gris, considérée comme l'une des œuvres les plus importantes du cubisme.
Réalisé en utilisant la technique de l'huile sur toile, ce tableau est exposé au musée national centre d'art Reina Sofia à Madrid, en Espagne, depuis 2002.

## Histoire
La création de l'œuvre a été entamée en juillet 1925 et achevée en septembre de la même année, deux ans avant la mort de Gris. Le tableau a été peint pendant la troisième période du cubisme, connue sous le nom de cubisme synthétique, qui est apparu en réaction à la fragmentation excessive du cubisme analytique et a été encouragé par Gris.
À partir de 1913, Gris se convertit au cubisme synthétique, s'opposant à la décomposition radicale des figures. Dans cette troisième étape du cubisme, Gris, comme les autres artistes qui ont adopté ce style, n'a pas seulement cherché à rendre les œuvres plus reconnaissables pour les spectateurs, mais a également cherché à provoquer chez eux de nouvelles sensations. Pour ce faire, il insère dans les tableaux des éléments appartenant à la vie quotidienne, tels que des morceaux de papier, des vis et des ficelles, en plus d'utiliser des couleurs plus variées et plus attrayantes, comme dans les œuvres La chanteuse, réalisée par Gris en 1926, et Guitare et Journal.

## Description

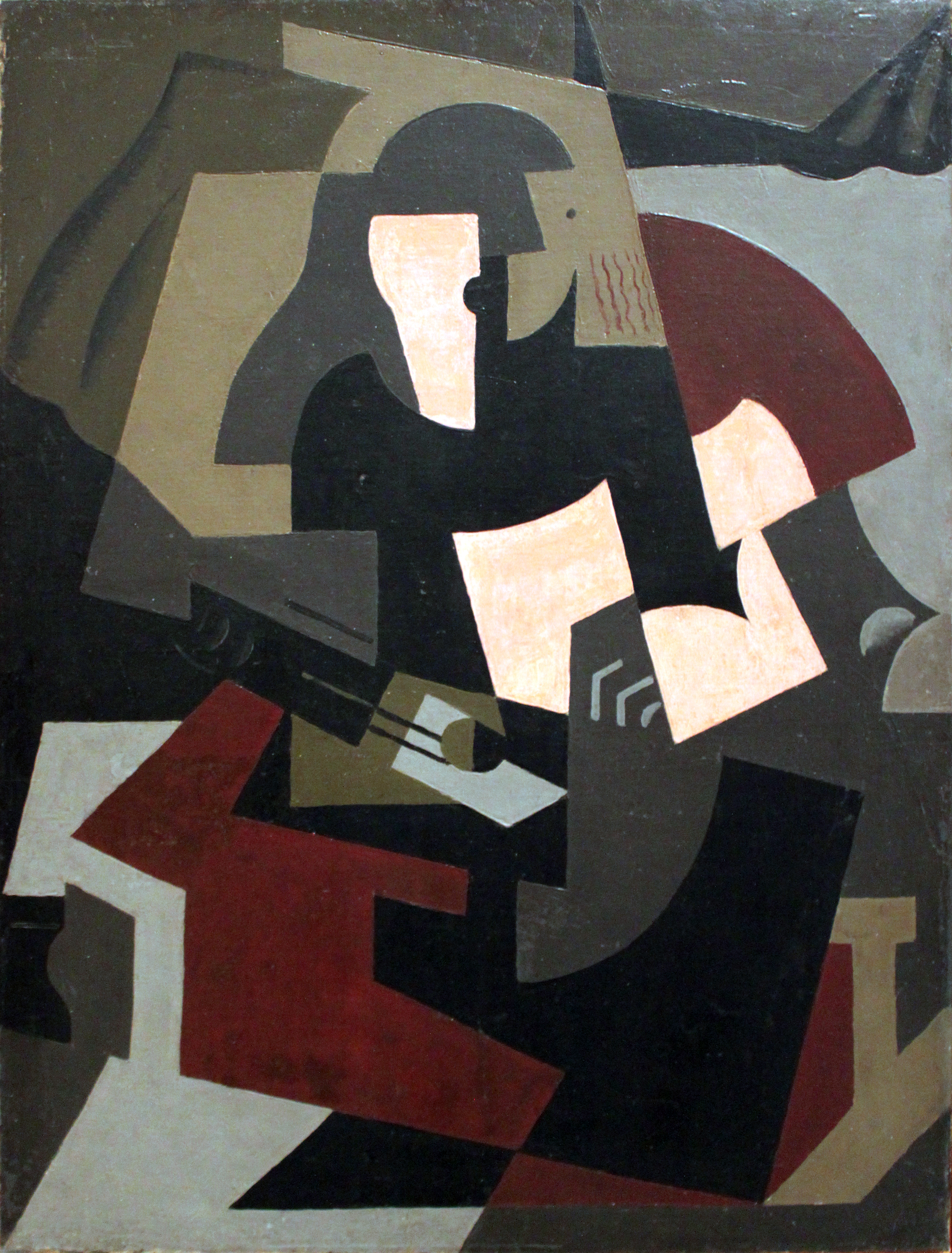
Femme à la guitare de María Blanchard.

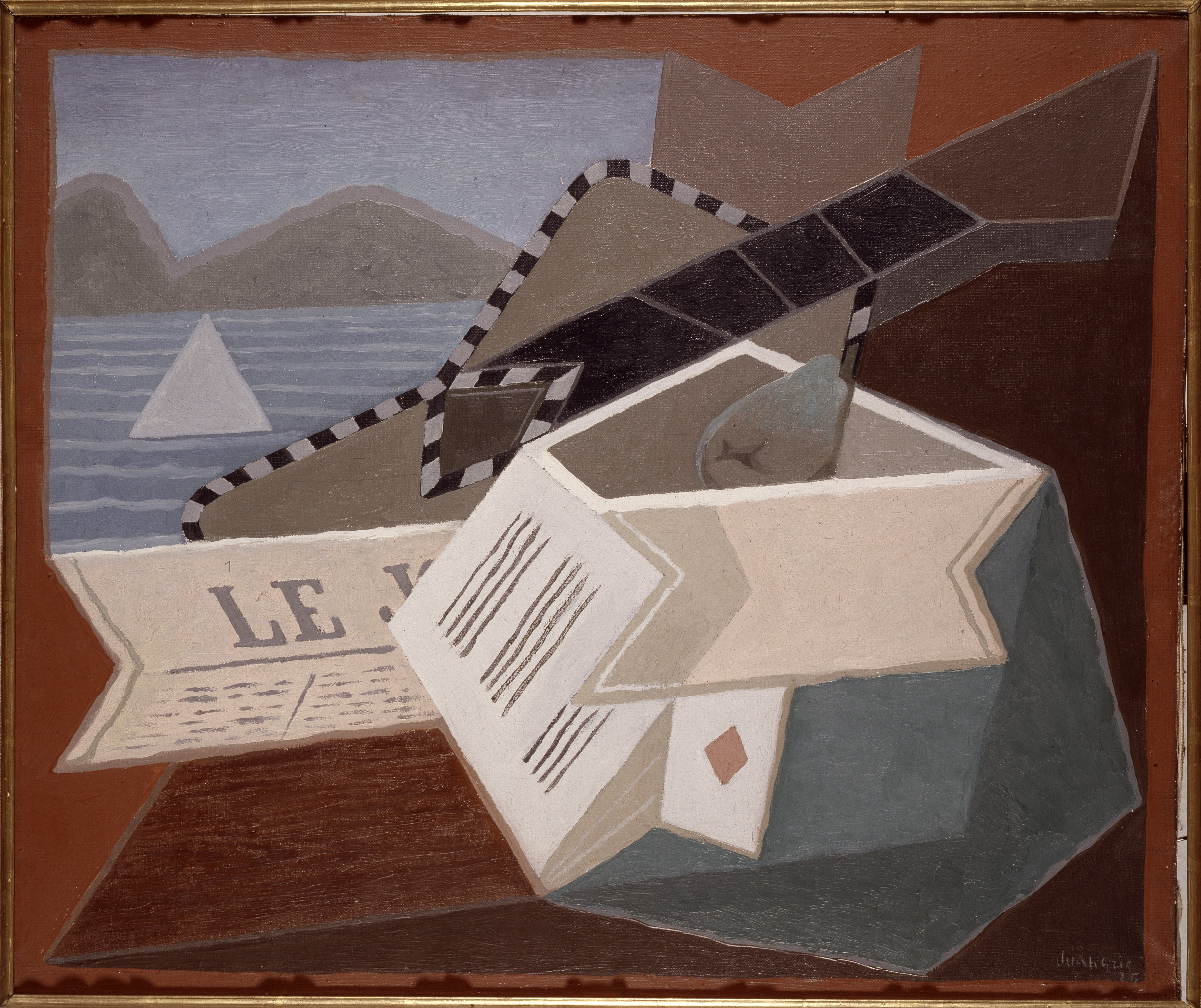
Guitare devant la mer de Juan Gris.

Le tableau représente un journal et une guitare, un motif récurrent dans les œuvres cubistes, qui avaient un lien fort avec la musique.
Contrairement à ses collègues cubistes, Gris ne s'est pas soucié de capter un sens du mouvement et du dynamisme dans ses œuvres, préférant utiliser des lignes rigides et des formes bien définies, peignant des images statiques divisées en sections et utilisant une palette de couleurs vives et lumineuses, ce qui rend ses peintures plus lucides et faciles à comprendre.
Juan Gris présente une série d'objets sur une table à la manière d'une nature morte. On remarque surtout une guitare, dans laquelle l'angularité a fait place à des formes arrondies, caractéristiques des dernières années de l'artiste. Derrière elle se trouve un journal, élément récurrent depuis l'apparition du collage. Des verres, des fruits et des partitions complètent la composition.  Les composantes du tableau sont reliées entre elles dans une vision unitaire, avec une plus grande luminosité et une mise en valeur de la couleur.
Guitare et Journal est un ajout tardif de Gris au cubisme synthétique, qui a émergé au début des années 1910. Elle a été réalisée avec la technique de la peinture à l'huile sur toile, qui permet au peintre de modifier l'œuvre, de corriger les défauts, de mélanger les peintures et d'accorder plus d'attention aux détails subtils. Dans sa composition, il est possible de percevoir la présence de plusieurs éléments récurrents du style cubiste, comme la guitare.
La guitare apparaît dans les œuvres de différents artistes, comme dans Bouteille de vieux marc , Verre , Guitare et Journal de Picasso, Femme à la guitare de María Blanchard - qui entretenait à l'époque une relation d'amitié et de collaboration avec Gris - et Nature morte à la guitare de Georges Braque. Comme d'autres styles qui l'ont précédé, le cubisme a utilisé la guitare pour représenter des états émotionnels liés à la sérénité et à la passion, liés aux sons et à la forme de l'instrument, et transmettre ces sensations aux observateurs.
Le journal a un lien direct avec l'histoire de Gris et l'émergence de sa passion pour l'art et est présent dans plusieurs de ses tableaux. Les lettres AL présentes dans le tableau font référence à l'imprimé titré Le Journal et aussi le nom d'un quotidien fondé par Fernand Xau en 1892 qui présentait des essais littéraires et des crimes. Des références à ce motif apparaissent dans d'autres de ses œuvres, comme dans Moulin à café et Tasse et La Guitare devant la mer, à travers les lettres LE J. Le journal et la guitare font tous deux partie du genre artistique connu sous le nom de nature morte, qui représente des objets inanimés tels que des fruits et des livres.